# Boven Merwede
La Boven Merwede (tradotto in italiano: Alta Merwede) è un fiume dei Paesi Bassi nel bacino del delta del Reno, della Mosa e della Schelda. È alimentato principalmente dal Reno ed è lungo 8,8 chilometri.
Nasce dall'unione dell'Afgedamde Maas, antico percorso della Mosa, e del Waal presso Woudrichem. La Boven Merwede, al termine del percorso, presso Hardinxveld-Giessendam, si divide nel fiume Beneden Merwede e nel canale artificiale Nieuwe Merwede